# Liste der Kulturgüter in Saas-Grund
Die Liste der Kulturgüter in Saas-Grund enthält alle Objekte in der Gemeinde Saas-Grund im Kanton Wallis, die gemäss der Haager Konvention zum Schutz von Kulturgut bei bewaffneten Konflikten, dem Bundesgesetz vom 20. Juni 2014 über den Schutz der Kulturgüter bei bewaffneten Konflikten sowie der Verordnung vom 29. Oktober 2014 über den Schutz der Kulturgüter bei bewaffneten Konflikten unter Schutz stehen.
Objekte der Kategorie A sind im Gemeindegebiet nicht ausgewiesen, Objekte der Kategorie B sind vollständig in der Liste enthalten, Objekte der Kategorie C fehlen zurzeit (Stand: 1. Januar 2023).

## Kulturgüter
| Foto |                                                                                 | Objekt                                               | Kat. | Typ | Standort                                | Beschreibung |
| ---- | ------------------------------------------------------------------------------- | ---------------------------------------------------- | ---- | --- | --------------------------------------- | ------------ |
| BW   | Datei hochladen · Wikidata zu Gebäude mit wassergetriebenen Anlagen (Q29892441) | Gebäude mit wassergetriebenen Anlagen KGS-Nr.: 06971 | B    | G   | Börterstrasse 31 638557 / 109061        |              |
| BW   | Datei hochladen · Wikidata zu Kapelle Heilige Dreifaltigkeit (Q29892442)        | Kapelle Heilige Dreifaltigkeit KGS-Nr.: 06972        | B    | G   | Unter dem Berg 5 638442 / 108972        |              |
| ja   | Datei hochladen · Wikidata zu Kirche St. Bartholomäus (Q29892445)               | Kirche St. Bartholomäus KGS-Nr.: 06973               | B    | G   | Saastalstrasse 378, 380 638502 / 108161 |              |